# Dekanat Humenné
Dekanat Humenné (sł.: Dekanát Bardejov) – jeden z 19 dekanatów w rzymskokatolickiej archidiecezji koszyckiej na Słowacji.

## Parafie
W skład dekanatu wchodzi 14 parafii:
1. parafia św. Piotra i Pawła – Hrubov
2. parafia Wszystkich Świętych – Humenné
3. parafia św. Jana Chrzciciela – Humenné
4. parafia św. męczenników koszyckich – Humenné
5. parafia Bożego Ciała – Jankovce
6. parafia Bożego Ciała – Lieskovec
7. parafia św. Michała Archanioła – Ľubiša
8. parafia NMP – Medzilaborce
9. parafia Siedmiu Boleści NMP – Nižná Sitnica
10. parafia Wniebowzięcia NMP – Ohradzany
11. parafia Wniebowzięcia NMP – Topoľovka
12. parafia Świętej Trójcy – Udavské
13. parafia św. Piotra i Pawła – Vyšný Hrušov
14. parafia św. Stefana Węgierskiego – Zbudské Dlhé

## Sąsiednie dekanaty
Michalovce, Snina, Stropkov, Vranov nad Topľou